# Informacja dziedzinowa
Informacja dziedzinowa – zorganizowany zbiór informacyjny z poszczególnych dziedzin wiedzy.
Począwszy od lat 70. XX wieku najczęściej wykorzystywanymi źródłami informacji o światowym piśmiennictwie naukowym są bibliograficzne bazy danych – dziedzinowe (o określonych zakresach tematycznych, obejmujące informacje o dokumentach różnych typów).
Początkowo zaprojektowane w celu usprawnienia procesu wydawniczego przeglądów dokumentacyjnych, następnie powszechnie zastosowane do wyszukiwania zawartych w nich informacji, okazały się również znakomitym materiałem badawczym.